# Polydoro
Polydoro este un oraș în Grecia în prefectura Ioannina.